# Markus Dolder
Markus Dolder (* 1960 in Kerzers, Kanton Freiburg) ist ein Schweizer Liedermacher, Erwachsenenbildner und Sozialdiakon.

## Leben
Dolder wuchs in St-Imier und in Kerzers als Sohn des EGW-Predigers Walter Dolder auf. Er hat Landmaschinenmechaniker und als Zweitausbildung Erwachsenenbildner gelernt. 1981 gab er sein erstes Konzert vor grösserem Publikum, 1983 konnte er eine erste Langspielplatte aufnehmen. Darin war auch sein bekanntes Lied "Was ich bruuche, gisch du mir" (Was ich brauche, gibst du mir) enthalten. 21 Jahre war er für das Evangelische Gemeinschaftswerk (EGW) tätig, er leitete dort die Mitarbeitergemeinschaft Bern-West MAG und war für den Fachbereich Musik zuständig und entwickelte sich in dieser Zeit zum modernen Kirchenmusiker. Seit 2009 ist er als Sozialdiakon in der evangelisch-reformierten Kirchgemeinde Oberwangen bei Köniz tätig. Freiberuflich betätigt er sich als Coach, Gesangsleiter, Hausmann und schreibt Lieder und Musicals in berndeutscher Mundart mit christlichen Inhalten. Sein Musikstil bewegt sich in den Stilrichtungen von Pop, Balladen und Chanson. Ein Bildungsurlaub führte ihn 2012 nach Schottland zur Iona Community, sein Interesse für Liturgie und Kontemplation wurde dadurch verstärkt. Er bestreitet jährlich bis zu dreissig Konzerte, bei denen er singt und Gitarre spielt, sein Produzent, der Musiker David Plüss, begleitet ihn am Keyboard.
Dolder ist verheiratet mit Ursula, sie haben drei erwachsene Kinder und wohnen in Liebefeld bei Bern.

## Diskografie
- „Was i bruuche“ (Was ich brauche. LP). Musik Treff, 1983
- „Vom Läbe gschtaltet wärde“ (Vom Leben gestaltet werden. LP). Creation Music, 1984
- „Ganz für di“ (Ganz für dich. Kassette). Creation Music, 1986
- Bewegt. LP und Kassette. Creation Music, 1988
- „Am Änd gwinnt dr Herr“ (Am Ende gewinnt der Herr). LP 1988
- Portrait 1. 1989
- Ufrächt (Aufrecht; mit Katharina Anderson-Dolder). 1989
- Vom Klagen zum Loben. Psalmvertonungen. 1991 (Christliches Verlagshaus Stuttgart, 1993. 352965134)
- Markus Dolder-Liederbuch. 1992
- Portrait 2 und 3. 1992
- Persönlich. CD. Creation Music, 1994
- „Är isch cho – life“ (Er ist gekommen – lebendig; Kindermusical). 1995
- „Glücklech e Mönsch – Psalme Bärndütsch“ (Glücklich ein Mensch – Psalmen in Berndeutsch). 1996
- „Veränderig zum Läbe“ (Veränderung zum Leben). 1998
- „zäme fyre“ (zusammen feiern). 2004
- „I syr Gägewart“ (In seiner Gegenwart). 2010
- „Reisendi“ (Reisende). 2013[4][5]